# Карл Фердинанд Гонзага
Карл Фердинанд Гонзага (фр. Charles Ferdinand de Gonzague; 31 августа 1652, Ревере, Мантуя — 5 июля 1708, Падуя) — последний представитель французской ветви дома Гонзага, герцог Мантуи и Монферрата, суверенный князь Арша.
После эпохи блестящего правления Карла I Гонзага, периоды правления Карла III Гонзага и, затем, Карла Фердинанда считаются эпохой упадка для итальянских владений Гонзага-Неверов и чередой политических ошибок на фоне усиливающегося вмешательства Франции в жизнь суверенного княжества Арш.

## Биография
Карл Фердинанд был единственным ребёнком в семье Карла III Гонзага (1629—1665) и Изабеллы Клары Австрийской (1629—1685), старшей дочери эрцгерцога Австрии Леопольда V. В год смерти отца Карлу Фердинанду было всего 13 лет, и обязанности регента исполняла его мать.
В Шарлевиле, столице княжества Арш, уполномоченным представителем князя был граф Балиани, первостепенной обязанностью которого была доставка собранных налогов и пошлин в кассу герцога. После того как отец Карла Фердинанда продал герцогства Невер и Ретель, княжество Арш осталось единственным французским владением семьи Гонзага и самым крупным источником дохода. Несмотря на то, что отец Карла Фердинанда оставил ему совсем пустую казну, князь стремился жить на широкую ногу. Он регулярно устраивал придворные увеселения, и его личные развлечения, страсти, игры и алкоголь требовали огромных денежных сумм.
У Карла Фердинанда были две супруги. В 1670 году, в возрасте 18 лет, он женился на Анне Изабелле Гонзага (1655—1703), дочери Ферранте III Гонзага, суверенного герцога  Гвасталла. Анна Изабель скончалась в 1703 году и уже на следующий год Карл Фердинанд, желавший получить наследника, взял в жёны Сюзанну Генриетту Лотарингскую, дочь герцога Карла III Лотарингского, правнучку французского короля Генриха IV, которая была на 34 года младше его. Оба брака оказались бездетными. В 1706 году Карл Фердинанд расстался с Сюзанной Генриеттой, которая вернулась во Францию.
Князь Карл Фердинанд посетил своё княжество Арш и Шарлевиль единственный раз в жизни, 21 апреля 1704 года, когда ему было уже 52 года. Он был очень тепло встречен подданными, которые во все времена хранили верность дому Гонзага.
В ходе Войны за испанское наследство Карл Фердинанд в 1701 году встал на сторону Франции. Он принял от короля Людовика XIV звание Генерала французских войск в Италии, большей частью формальное. В противостоянии с имперскими войсками под командованием Евгения Савойского он утратил Монферрат в 1706 году и его занял герцог Савойи Виктор-Амадей II. В июне 1708 года император Священной Римской империи Иосиф I утвердил принадлежность Монферрата Савойскому герцогству.
В тот же месяц, 30 июня 1708 года, император обвинил Карла Фердинанда в измене и лишил его титула Князя Святой Империи. Герцогство Мантуя было конфисковано и присоединено к Миланскому герцогству.
Спустя 6 дней, в том же 1708 году, Карл Фердинанд скончался, находясь в Падуе, в возрасте 56 лет. Пышная церемония прощания была устроена в приходской церкви Шарлевиля, где в хорах был построен мавзолей, обитый чёрным сукном и украшенный тафтой и серебряными галунами. Рядом была выложена освободившаяся корона Гонзага из золота и стали.
Земли суверенного княжества Арш были возвращены Людовиком XIV в собственность французской короны.